# قرار مجلس الأمن التابع للأمم المتحدة رقم 225
قرار مجلس الأمن الدولي رقم 225،الذي اعتمد بالإجماع في 14 أكتوبر 1966،بعد دراسة طلب ليسوتو الأنضمام لعضوية الأمم المتحدة،أوصى المجلس الجمعية العامة بقبول طلب ليسوتو لعضوية الأمم المتحدة.